# 岡田敏一
岡田 敏一（おかだ としかず、1966年〈昭和41年〉1月28日 - 2022年1月2日）は、日本のジャーナリスト、音楽評論家、コメンテーター。産経新聞編集委員。

## 略歴
京都市在住。1988年産経新聞社入社。社会部、経済部、京都総局、米国ロサンゼルス支局長、東京文化部、編集企画室SANKEI EXPRESS担当を経て大阪文化部編集委員。

## 人物
経済部時代は主に大蔵省（現・財務省）など金融を、ロス時代はハリウッドの映画会社と大手レコード会社も取材。長年、国内外の映画や音楽関係の取材を続けており、特にハリウッド映画とロック音楽の専門家。産経新聞のニュースサイト「産経ニュース」では【芸能考察】【エンタメよもやま話】と題したコラムや解説記事を連載。音楽雑誌レコード・コレクターズでも常連執筆者である。
学生時代は「暗い曲調で知られる英国のプログレッシブ・ロック」を中心に“洋楽バカ”暮らしの余り、記者になる前の1986年に関西のラジオ界の大物DJのヒロ寺平から「岡田さん、友だちいませんね～」と揶揄されている。
プログレからヘヴィメタルまで、ロックの専門家として各地で講演もしており、大阪駅前「グランフロント大阪」（大阪市北区）にある知的創造拠点「ナレッジ・キャピタル」では「ロック界初のノーベル賞受賞者、ボブ・ディランとは何者か？」と題して講演している。
京都市在住で、京都の食文化を愛する「グルメ＆スウィーツ記者」でもあり、「1日3食のうち、1食ハズレだと落ち込んでしまう」といい、京都での食べ歩きツアーではガイド役として、米国ニューヨークのショコラティエ「MarieBelle」（マリベル）の京都本店や「ショコラ ベルアメール」京都別邸三条店を案内したりしている。

## 出演番組

### ラジオ
- ばんばひろふみ Rock’na 夜咄（FM COCOLO）[10]
- KYOTO AIR LOUNGE（α-STATION（エフエム京都））[11]